# Paris Lees
Paris Lees, née à Hucknall, est une journaliste britannique, réalisatrice et militante pour les droits des personnes transgenres. En 2012, elle reçoit le Positive Role Model Award pour les LGBT lors des National Diversity Awards (en), au Royaume-Uni,.

## Biographie
Paris Lees grandit dans le Nottinghamshire. À l'âge de 16 ans, Lees commet un vol, et purge pour celui-ci huit mois de prison. Lees déménage à Brighton pour étudier l'anglais à l'université. C’est à cette période que Paris Lees s’identifie réellement en tant que femme : « En l'espace de six semaines, je suis passée de la vie à Nottingham en tant que garçon aux côtés de ma grand-mère, à étudier à Brighton en tant que fille ».
Paris Lees intègre la Charing Cross Gender Identity Clinic, où elle reçoit un traitement hormonal pour commencer sa transition,.

## Journalisme

### Presse
Paris Lees fonde META, le premier magazine britannique destiné à la communauté transgenre. Rédactrice adjointe par intérim du magazine Gay Times, elle est aussi chroniqueuse pour le titre de presse Diva, devenant la première femme trans à en faire la couverture. La journaliste a également collaboré avec des journaux et magazines grand public, y compris The Independent, The Guardian, The Daily Telegraph, The Sun, Vice, ainsi que pour Channel 4 News.

### Radio et télévision
Paris Lees devient la première journaliste trans à animer un programme sur BBC Radio 1 et Channel 4. En collaboration avec BBC Radio 1, elle produit et réalise le documentaire The Hate Debate, s’attachant aux attitudes des gens à l'égard des groupes minoritaires et évoquant ainsi les notions de racisme, homophobie, transphobie et islamophobie. Les critiques font écho de son « excellent travail d'incitation auprès de ses auditeurs et du respect des opinions des personnes qu'elle a interviewés »,.
The Hate Debate est suivi d'un deuxième documentaire My Transgender Punk Rock Story. Paris Lees choisit de rencontrer la rock star transgenre Laura Jane Grace afin d’introduire le concept non binaire d'identité transgenre. Elle est également la présentatrice de l'épisode intitulé Trans pour le programme The Shooting Gallery sur Channel 4. 
Le 25 octobre 2013, Paris Lees participe à l'événement 100 Women de la BBC. Le 31 octobre 2013, elle devient la première panéliste ouvertement transgenre à participer au programme Question Time de la BBC. Son intervention est saluée par l'ancien vice-Premier ministre britannique John Prescott et la dirigeante adjointe du parti travailliste britannique Harriet Harman.

## Activisme
En collaboration avec Trans Media Watch, Paris Lees met au défi Channel 4 de retirer tous les contenus jugés transphobes de ses émissions, et consulte la chaîne pour son documentaire My Transsexual Summer. Elle travaille conjointement avec un certain nombre de médias pour prodiguer des conseils sur la couverture des personnes transgenres,.
Paris Lees milite pour All About Trans, un projet qui tente de réunir des journalistes et d'autres professionnels des médias avec des personnes transgenres. 
En 2013, elle est citée sur la liste rose de The Independent, comme la figure lesbienne, gay, bisexuelle ou transgenre la plus influente au Royaume-Uni. Elle a été juge pour ce même prix en 2011 et 2012. Pour Paris Lee les médias sociaux sont un outil clé afin d’améliorer la reconnaissance sociétale des personnes transgenres : « Les médias sociaux nous permettent de saisir le récit et de raconter nos propres histoires - c'est notre réalité, c'est ce que nous traversons et c'est pour nous la chose la plus importante de vous faire savoir que nous existons »,,.
Paris Lees a publiquement exprimé ses objections à "#fuckcispeople", un hashtag se référant aux personnes cisgenres bien que controversé sur le réseau social Twitter, qu'elle pensait contre-productif : « Il vaut mieux s'engager dans un dialogue positif que par des abus colériques ».
En novembre 2014, elle interprète son propre personnage dans le soap opera Hollyoaks de Phil Redmond, diffusé sur Channel 4. Elle y incarne également l'amie du personnage transgenre Blessing Chambers.
En mai 2016, Paris Lees et Brooke Magnanti sont appelées à témoigner sur la condition des travailleuses du sexe au Royaume-Uni, devant le Home Affairs Select Committee enquêtant alors sur les lois de la prostitution en Grande-Bretagne,. Les recommandations du comité dirigé par Keith Vaz, publiées en juillet 2016, ont mis en application leurs suggestions et notamment la suppression des casiers judiciaires des personnes arrêtées pour des crimes liés à la prostitution. Les organisations à but non lucratif ont qualifié la décision de victoire éclatante pour les travailleurs du sexe et la dépénalisation, jugeant cette décision comme un grand pas en avant pour les droits des travailleurs du sexe au Royaume-Uni,.